# بریستول نوع ۱۵۹
بریستول نوع ۱۵۹ (به انگلیسی: Bristol Type 159) یک هواگرد ساختِ کارخانهٔ بریستول ایروپلین در کشور بریتانیا است . نخستین استفاده‌کنندهٔ این هواپیما نیروی هوایی سلطنتی بریتانیا بوده‌است. 